# Neurogastronomía
Neurogastronomía es el estudio de percepción de sabor y la manera  en que afecta la cognición y la memoria. Este campo interdisciplinario está influido por la psicología y la neurociencia de sensación, aprendizaje, saciedad, y la toma de decisiones. Las áreas de interés incluyen cómo el olfato contribuye al gusto, obesidad y adicción a la comida, preferencias gustativas, y la lingüística de la comunicación e identificación del sabor. El término neurogastronomía fue acuñado por el neurocientífico Gordon M. Shepherd.

## Olfato y sabor

Sistema humano olfativo. 1: Bulbo olfatorio 2: Células mitrales 3: Hueso 4: Epitelio nasal 5: Glomérulo 6: Neuronas receptoras olfatoriass